# سيرغي بيريزين
سيرغي بيريزين (بالروسية: Сергей Евгеньевич Березин)‏ هو لاعب هوكي الجليد روسي، ولد في 5 نوفمبر 1971 في فوسكريسينسك في روسيا.

## وصلات خارجية
- سيرغي بيريزين على موقع دوري الهوكي الوطني (الإنجليزية)
- سيرغي بيريزين على موقع EliteProspects.com (الإنجليزية)
- سيرغي بيريزين على موقع Eurohockey.com (الإنجليزية)
- سيرغي بيريزين على موقع HockeyDB.com (الإنجليزية)
- سيرغي بيريزين على موقع Hockey-Reference.com (الإنجليزية)
- سيرغي بيريزين على موقع أوليمبيديا (الإنجليزية)